# 青木朝郎建設
青木朝郎建設株式會社（東證1部除牌前：1865）為日本高松建設集團三家一級子公司之一，專營較大型的基建及土木工程。青木朝郎建設前身分別為1947及1950年成立的青木建設及小松建設工業，兩者於2004年正式合併為此公司。

## 歷史
- 1947年5月：青木建設的前身「ブルドーザー工事」正式成立，業務範圍主要為關西地區及國外。
- 1950年9月：扶桑土木正式成立。
- 1960年：扶桑土木與小松製作所轄下的小松建設合併，易名小松扶桑建設工業，兩年後再更名為小松建設工業。
- 1961-62年：「ブルドーザー工事」分別在大阪證券交易所及東京證券交易所中小板上市。
- 1969年8月：「ブルドーザー工事」易名為青木建設。
- 1972年：小松建設工業在東京證券交易所中小板上市，一年後改為主板上市。
- 1988年：子公司「亮雅發展有限公司」成立。同年，青木建設以1730億日圓收購威斯汀酒店，但於1995年因財困而沽售。
- 1993年：青木建設在香港牽涉北角地盤升降機墜下事故，並被判誤殺罪成，罰款300萬港元[1]。
- 2000年：高松建設入主小松建設工業。
- 2001年：青木建設因資不抵債，加上受香港國際金融中心商場短樁醜聞等不利消息影響而申請破產保護，並暫停上市地位。
- 2002年：高松建設及屬下小松建設工業按70:30股權比例併購青木建設；同年10月，小松建設工業易名「朝郎建設」。
- 2004年4月：朝郎建設與青木建設合併，成為青木朝郎建設。
- 2006年：東興建設併入此公司。
- 2019年9-11月：青木朝郎建設被母公司-高松建設集團私有化，同時終止上市地位[2]。
- 2020年3月：因應2019冠狀病毒病日本疫情，青木朝郎建設建立了感染控制中心。
- 2020年8月：一名青木朝郎建設員工確診感染2019冠狀病毒病。

## 歷來承建工程

### 日本國內
- 大阪新梅田城（日语：新梅田シティ）（包括梅田藍天大廈）
- 橫濱地標大廈（分包商）
- 淡路島公園（日语：兵庫県立淡路島公園）
- 大阪威斯汀酒店
- 神戶市布引植物園（日语：布引ハーブ園）
- 福岡縣警察總部
- 宮城縣氣仙沼合同廳舍
- 國立保健醫療科學院（日语：国立保健医療科学院）
- 伊萬里有田共立醫院（日语：伊万里有田共立病院）
- 核融合科學研究所（日语：核融合科学研究所）
- 東京灣跨海公路東人工島（海螢火蟲停車區）及川崎隧道
- 明石海峽大橋及大鳴門橋
- 關西國際機場第一期填海及第二期挖土工程
- 成田國際機場
- 神戶機場
- 神戶港灣人工島
- 新宮川大壩（日语：新宮川ダム）
- 仙台市地下鐵東西線八木山隧道
- 東北新幹線蘆田內隧道
- 京葉線隅田川隧道
- 陸前高田市震後重建

### 國外
- 香港
  - 踏石角中華電力青山發電廠土地開拓及A廠建築工程（1982年）
  - 沙田馬料水沙田污水處理廠一期（1982年）
  - 港島東康山土地平整工程（1982年）
  - 新界環迴公路粉嶺支路（1985年）
  - 青洲仔半島青嶼幹線收費廣場（1997年）
  - 港鐵東鐵綫新筆架山隧道（1981年）
  - 港鐵港島綫中環站月台，金鐘站至海底沉管隧道及尖沙咀站至海底沉管隧道區段（1980年）
  - 港鐵荃灣綫大窩口站及荃灣站至葵興站區段隧道（與飛島建設合營）
  - 港鐵港島綫杏花邨站（與飛島建設合營）、上環站（與西松建設合營）
  - 港鐵東涌綫香港站（牽涉短樁醜聞）、東涌站
  - 北角香港中華煤氣總部大廈（1994年，曾發生致命工業意外）
  - 上水翠麗花園（1989年，發展商之一，私人參建居屋項目）
  - 黃大仙翠竹花園（1989年，發展商之一，私人參建居屋項目）
  - 屯門恩平工商會李琳明中學（1987年）
  - 屯門屯門醫院（1990年）
  - 筲箕灣耀東邨及興東邨平整工程
  - 將軍澳景林邨三期
  - 藍田南四期康雅苑
  - 銅鑼灣利園一期
  - 大埔香港教育大學文康綜合大樓

- 中國
  - 廣州地鐵1號線（其中4.4公里）

- 英國
  - 倫敦地鐵銀禧線南華克站及伯蒙德賽站區段

## 外部連結
- 青木朝郎建設官方網站 （页面存档备份，存于）（日語）